# 코다이 교수법

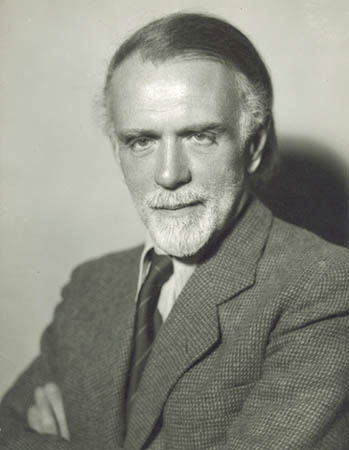
졸탄 코다이(Zoltán Kodály)

코다이 교수법은 헝가리의 작곡가 졸탄 코다이(1882.12.16~1967.03.06)가 창시한 음악교육법으로 민요 강조와 이를 이용한 합창교육으로 내청을 개발하고 음악을 읽고 쓰며 이해할 수 있도록 하여 음악적 능력향상과 함께 지적발달 및 정서적인 발전을 도모시킬 수 있는 방법이다.
그는 오랜 게르만 지배로 인해 헝가리 음악교육의 내용이 지나치게 게르만적으로 변하여 헝가리 민족음악에 좋지 않은 영향을 끼치고 있었다고 생각했다. 아울러 학교에서 가르치는 음악교재와 지도 내용의 수준이 너무 낮으며 교사들의 질이 형편없다고 느끼게 되어 음악교육에 대한 사명을 가지게 되었다.
코다이 개념에서는 초기에 모든 음악적 재료들을 반드시 민요나 민속음악 형식으로 작곡된 곡에서 취해야만 한다고 말한다. 또한 코다이 교수법의 기본적인 방법은 집합적 노래 부르기와 상대 계명창에 있으며 그 목표는 포괄적인 음악 지식의 창조에 있다. 또한 학교 교육목표는 완전한 인격 형성을 위한 바탕을 구축하는 데 있고, 모든 사람들이 음악을 듣고, 쓰고, 느끼는 방법을 마치 어린아이들이 모국어를 습득하고 배우듯 자연스러운 방법으로 배우게 하여서 개개인의 삶을 풍요롭게 만들어야 한다는 데에 뜻을 두고 있다.

### 1. 인간 교육의 개념
코다이 음악철학은 한마디로 "음악은 모든 사람의 것이다" 라는 말에 압축된다. 이 말은 음악이 모든 사람의 인격형성에 대단히 중요하며, 모든 어린이들이 음악적 훈련을 받아야 한다고 Pestalozzi의 교육원리에 기초하고 있다.
2. 조기 교육의 중요성
처음 시작하는 음악은 유치원에서가 아니라 어머니가 아기에게 불러주는 자장가와 같은 노래이다. 그러므로 코다이는 유아기적부터 음악을 가르치기 시작해야 한다는 것을 강조했다. 본격적인 음악교육은 유아기부터 시작된다고 볼 수 있는데 이 때의 교육은 나중에 초등학교에서 받는 체계적 음악교육의 기초가 되므로 어린아이들에게 일찍부터 음악적 기초를 완전히 습득시켜야 한다고 믿었다(헝가리에서는 어린아이들이 3세부터 유치원에 의무적으로 다니게 된다). 음악을 듣는 청음 능력의 발달도 조기교육만이 그 성공의 비결이라고 생각했다. 또한 3-7살까지의 기간은 음악 교육에 있어서 대단히 중요하며 7-10세까지의 집중적인 음악 교육 시기를 놓치면 일생동안 음악적인 장애자가 된다고 생각했다.
3. 노래부르기
코다이 교수법의 핵심을 한마디로 말하면 바로 '노래 부르기'라고 할 수 있다. 목소리는 하늘이 모든 사람에게 준 가장 간편한 악기이고 모든 음악 교육의 장에 사용할 수 있다. 노래는 음악을 이해하고, 적용하고, 창작하는 모든 과정에 쓰인다. 또한 노래를 통해 솔페이지 교육 즉 악보를 보고 이해하고, 읽고 느끼는 모든 과정을 교육할 수 있다.

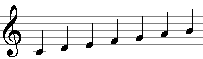
솔페이지(계명창)

아울러 악기를 연주하는 사람이라 할지라도 연주 이전에 악보를 보고 마음 속으로 노래를 불러서 음악을 이해하여야 한다. 한 파트의 음을 정확히 노래하는 것 하나만 가지고서도 음정, 리듬, 가락 등의 요소를 느낄 수 있고, 두 파트를 노래할 때는 화성, 형식, 종지 등 다양한 느낌으로 음악을 훨씬 많이 이해할 수 있다.
노래를 부를 수 있는 사람은 음악을 듣고 쓸 수 있게 되며, 노래를 통해 악보를 읽고 내청으로 느낄 수 있는 사람은 악기를 연주할 수 없다고 할지라도 오케스트라의 총보를 볼 수 있게 되고 그 속에서 울려 퍼지는 악기의 소리를 들을 수 있다.
4. 예술적 가치를 지닌 음악교재
코다이는 음악지도에 있어서 다루는 음악과 들려주는 곡은 예술적으로 가치가 있어야 하며 교육적으로도 적합하게 사용할 수 있는 것을 강조했다. 어린 아이들에게 들려주는 음악은 정서적으로 바르게 성장할 수 있는 음악을이어야 하고, 좋은 음악만이 어린이나 초보자들의 귀를 훈련시키기에 유용하게 사용할 수 있다고 믿었다.
5. 음악교사의 질적 성장
코다이는 학생들의 귀를 발달시키고 일반적인 음악지식을 제대로 가르쳐줄 수 있는 선생이 대단히 적다는 것을 발견하였다. 그래서 코다이는 음악 교사의 양성에 대단한 관심을 기울였고 음악교사는 단순히 악기적 기능만을 배우는 것이 아니라 음악 이론, 작곡, 지휘 등 모든 음악적 능력을 다 갖추게끔 엄격한 교육을 받게 하였다. 또한 가르치는데 좋은 음악적 소재를 발굴하고 분석, 종합하여 학생들에게 알맞은 교재를 만들어 교사들에게 우선적으로 가르쳤다.
6. 민요를 통한 교육
코다이는 어린이들에게 적합한 가창 교재와 귀를 훈련시키는 교육 자료들을 만들었다. 그 교육 자료의 토대는 다름 아닌 민요였다. 그는 이 민요들이야말로 학생들을 가르치기에 가장 적합하다고 생각했는데 민요는 그 나라의 말로 부르기 가장 좋고, 모국어의 알맞는 억양과 국민적 요소를 담고 있는 음악이기 때문에 귀에 익숙하여 음악의 새로운 기초적 요소를 가르치고 보여주는데 알맞다고 생각했기 때문이다. 민요란 세련되지 않은 원시 음악을 뜻하는 것이 아니라 수 천년 동안 다듬어지고 성숙한 성악 예술인 것이다. 코다이 교수법에서 민요는 가장 기본적인 가창 재료이다.
7. 모국어 개념
코다이 교수법에서 강조하는 '민요'란 모국어와 같은 뜻을 가진다. 아이가 태어나서 자연스럽게 어머니의 말을 따라 배우고 익혀 나가듯이, 어머니가 부르는 민요를 따라 익힘으로써 자연스럽게 음악을 익혀 나가는 것이다.
어린 아이가 자라면서 말을 배울 때 처음에는 들은 대로 모방하면서 배운다. 그 다음 글자의 자모를 배워 글을 읽고 적을 수도 있게 된다. 점차 지속적이고 반복적인 교육을 함에 따라 글을 받아 적기도 하고 짧은 글을 짓기도 한다. 그러고나서 본격적인 창작을 할 수 있는 것이다. 음악도 이와 같이 차례로 듣고 쓰고 적고 창조하는 과정을 지나게 된다. 분명히 모국어는 저절로 배우는 것이다. 음악적 모국어인 민요를 어릴적부터 듣고 배워 저절로 배워진 음악구조를 익히면, 그 위에 체계적이고 효과적인 교육을 통해 음악을 자연스럽게 듣고, 쓰고, 즐기게 되는 것을 뜻한다.
8. 지속성
코다이 교수법은 교사의 발전과 성과를 위해 지속적인 연습을 요구한다. 그는 훌륭한 음악가(교사)의 요건을 다음과 같이 요약했다.
1. 잘 다듬어진 귀
2. 잘 다듬어진 지식
3. 잘 다듬어진 마음
4. 잘 다듬어진 손

코다이는 이 4가지는 반드시 서로 평형을 유지하면서 지속적으로 향상되어야 한다고 강조했다.
(사)한국코다이협회 - 사이트
(사)한국코다이협회 - 사이트